# Matrimonio igualitario en Hawái
El matrimonio igualitario en el estado estadounidense de Hawái es válido desde el día 2 de diciembre de 2013. La Legislatura del Estado de Hawái celebró una sesión especial a comienzos del día 28 de octubre de 2013, aprobando una ley que legaliza el matrimonio entre personas del mismo sexo. El gobernador Neil Abercrombie firmó el Proyecto de Ley 1 del Senado de Hawái el 13 de noviembre del mismo año, permitiendo así a las parejas del mismo sexo casarse a partir del 2 de diciembre de 2013.
Hawái actualmente reconoce las parejas del mismo sexo en uniones civiles y las relaciones recíprocas de los beneficiarios. Las uniones civiles ofrecen los mismos derechos, beneficios y obligaciones del matrimonio a nivel estatal, mientras que las relaciones recíprocas de los beneficiarios sólo proporcionan un conjunto limitado de derechos. El matrimonio entre personas del mismo sexo antes no estaba permitido por la ley estatal y los matrimonios legales entre personas del mismo sexo fuera del estado se consideraban como uniones civiles en Hawái.